# Pterobryopsis divergens
Pterobryopsis divergens là một loài Rêu trong họ Pterobryaceae. Loài này được (Mitt.) Nog. miêu tả khoa học đầu tiên năm 1965.